# Окот п'Бітек
Око́т п'Бі́тек (Okot p'Bitek; *7 червня 1931, Гулу, протекторат Уганда, Британська імперія, тепер Уганда — 19 липня 1982, Кампала, Уганда) — угандійський поет і письменник, філософ і науковець, фольклорист.

## З життєпису
Окот п'Бітек народився в 1931 році в Гулу (Північна Уганда). Його батько, Джебедайо Опі, був шкільним вчителем, а мати, Лакваа Черіна, - традиційною співачкою, оповідачкою й танцівницею. Його етнічне походження — ачолі й спершу він писав мовою ачолі, одна з мов південних луо, гілки західних нілотів.
У школі відзначився як співак, танцюрист, барабанщик і спортсмен. Отримав освіту в середній школі Гулу, потім у Королівському коледжі Будо, де написав оперу на основі традиційних пісень. Продовжив навчання в університетах Сполученого Королівства.
Окот п'Бітек вперше побував за кордоном як гравець національної збірної Уганди з футболу в 1958 році. Він відмовився від футболу як від можливої кар'єри, залишився в Британії та продовжив студії в Брістольському університеті, потім вивчав право в Університеті Вельсу, Аберіствіт. Згодом отримав ступінь бакалавра філології з соціальної антропології в Оксфордському університеті, захистивши в 1963 році дисертацію про традиційні культури народів ачолі та ланго.
Повідомляється, що Оксфорд навмисно провалив його захист на доктора філософії 1970 року. Дисертація була опублікована майже без змін у наступному (1971) році як «Релігія центральних луо» (The Religion of the Central Luo) кенійським видавцем.
За словами Джорджа Герона (George Heron), п'Бітек у ці роки втратив відданість християнській вірі. Це мало серйозні наслідки на його ставлення як дослідника африканських традицій до попередніх набутків у цій галузі і взагалі до західної науки: відтепер він не сприймав раніші дослідження, називаючи їх «брудними плітками» про племінне життя. Він же у подібний спосіб висловлюється устами свого персонажу Лавіно. 
Окот п'Бітек організував фестиваль мистецтв у себе на бітьківщині в Гулу, а потім у Кісуму. 
Згодом викладав в університеті Макерере (1964–66), а потім був директором Національного театру та національного культурного центру Уганди (1966–68).
Надалі Окот п'Бітек потрапив у опалу на батьківщині і відтоді викладав за межами Уганди. Також брав участь у Міжнародній письменницькій програмі в Університеті Айови в 1969 році. 
Починаючи від 1971 року працював в Інституті африканських досліджень Університетського коледжу Найробі як старший науковий співробітник і викладач, а в 1978/1979 роках працював у Техаському університеті в Остіні та Університеті Іфе в Нігерії. 
Залишався у вигнанні під час режиму Іді Аміна, повернувшись у 1982 році до університету Макерере, щоб викладати письменницьку майстерність. 
Взяв участь в першому Міжнародному книжковому ярмарку радикальних чорних і третього світу книг в Лондоні в квітні 1982 року, під час якого виконав уривки зі своїх поем «Пісня Лавіно» і «Пісня Очоль», що стало його останнім публічним виступом.
Окот п'Бітек помер у Кампалі від інсульту в 1982 році. У нього залишилися доньки Агнес Ойєлла, Джейн Окот п'Бітек, яка написала «Пісню прощання» (Song of Farewell, 1994), Ольга Окот Бітек-Ожелел і Сесілія Окот Бітек, які працюють медсестрами, Джуліана Окот Бітек, яка пише вірші, і син Джордж Окот п' Бітек, який є вчителем у Кампалі. Ольга, Сесілія та Джуліана живуть у Ванкувері (Британська Колумбія, Канада). У 2004 році Джуліан отримала нагороду на Конкурсі короткого оповідання Співдружності за своє оповідання «Вертаючись додому» (Going Home). Це дочки його дружини Кароліни. 

## З доробку
Окот п'Бітек є автором роману мовою ачолі Lak Tar Miyo Kinyero Wi Lobo (1953), пізніше перекладений англійською як «Білі зуби» (White Teeth), в якому розповідається про молодого чоловіка ачолі, який поїхав з дому, щоб знайти роботу і, отже, дружину. 
Як поет, п'Бітек отримав широке міжнародне визнання за «Пісню Лавіно» (Song of Lawino), довгу поему про страждання сільської африканської дружини, чоловік якої перебрався до міста та бажає більш за все бути вестернізованим. «Пісня Лавіно» спочатку була написана на ачолі (одна з мов південних луо), перекладена автором англійською мовою та опублікована в 1966 році. Це був програмний твір, який створив аудиторію серед англомовних африканців для актуальної поезії англійською мовою; і включення таким чином традиційних поглядів і мислення в доступний, але вірний літературний засіб. Після цієї поеми була «Пісня Очоль» (Song of Ocol, 1970), відповідь чоловіка.
«Школа східноафриканської пісні» або «поезія школи Окота» тепер є академічним напрямком поезії регіону, іноді званий «комічним співом»: строгий тип драматичного віршованого монологу, що ґрунтується на традиційній пісні та фразеології.
Крім своїх поетичних творів і романів, Окот п'Бітек був учасником тривалих дебатів про наукове розуміння традиційних африканських релігій. Так, у своїй книзі «Африканські релігії в західній науці» (African Religions in Western Scholarship, 1971) він стверджував, що вчені, які виходили з європейських концепцій, були «інтелектуальними контрабандистами». Його погляд, спрямований в тому числі на африканців, які пройшли навчання християнським традиціям, полягав у тому, що це призвело до зосередження останніми на питаннях, далеких від реальних проблем африканців; і цей погляд критикували африканські інтелектуали. Власне по факту Окот п'Бітек був атеїстом.
Як фольклорист О. п'Бітек відомий упорядкуванням збірок зразків різних фольклорних жанрів народу ачолі — від народних поезії, казок до прислів'їв. 
Бібліографія
- Lak Tar Miyo Kinyero Wi Lobo (1953); роман мовою ачолі, переклад англійською «Білі зуби» (White Teeth)
- «Пісня Лавіно» (Song of Lawino: A Lament, East Africa  Publishing House, 1966); поема, авторизований переклад з ачолі Wer pa Lawino
- Wer pa Lawino (East Africa Publishing House, 1969). «Захист Лавіно» (The Defence of Lawino), альтернативний переклад Табана Ло Лійонга (2001)
- Song of Ocol (East Africa Publishing House, 1970); поема англійською
- Релігія центральних луо (Religion of the Central Luo 1971)
- Дві пісні: «Пісня в'язня», «Пісня Малаї» (Two Songs: Song of a Prisoner, Song of Malaya 1971), поеми
- Африканські релігії в західній науці (African Religions in Western Scholarship 1971, Nairobi)
- Культурна революція в Африці (Africa's Cultural Revolution 1973), нариси
- «Ріг моєї любові» (Horn of My Love), переклади традиційних усних віршів. London: Heinemann Educational Books, 1974. ISBN 0-435-90147-8
- «Заєць і носорог» (Hare and Hornbill 1978), збірка казок народу ачолі
- Прислів'я ачолі (Acholi Proverbs 1985)
- «Художник, правитель: Есеї про мистецтво, культуру та цінності» (Artist, the Ruler: Essays on Art, Culture and Values 1986)